# Марков, Евгений Георгиевич
Евгений Георгиевич Марков (род. 10 марта 1986, Ростов-на-Дону — российский регбист, играющий на позиции центрального трехчетвертного в команде «Слава».

## Карьера игрока
Регби начал заниматься в Ростове-на-Дону в 2006 году. В команде мастеров с 2008 года, начиная с «Динамо-Дон». В 2010 году перешёл в «Булаву» и защищал её цвета на протяжении 10 лет. После ухода из клуба многолетнего капитана Георгия Веливанова, повязка перешла к нему, как самому опытному игроку клуба. Летом 2021 года перебрался в столичный клуб Слава.

## Карьера в сборной
Привлекался на сборы в сборную России по регби-7.